# Евросерия Формулы-3

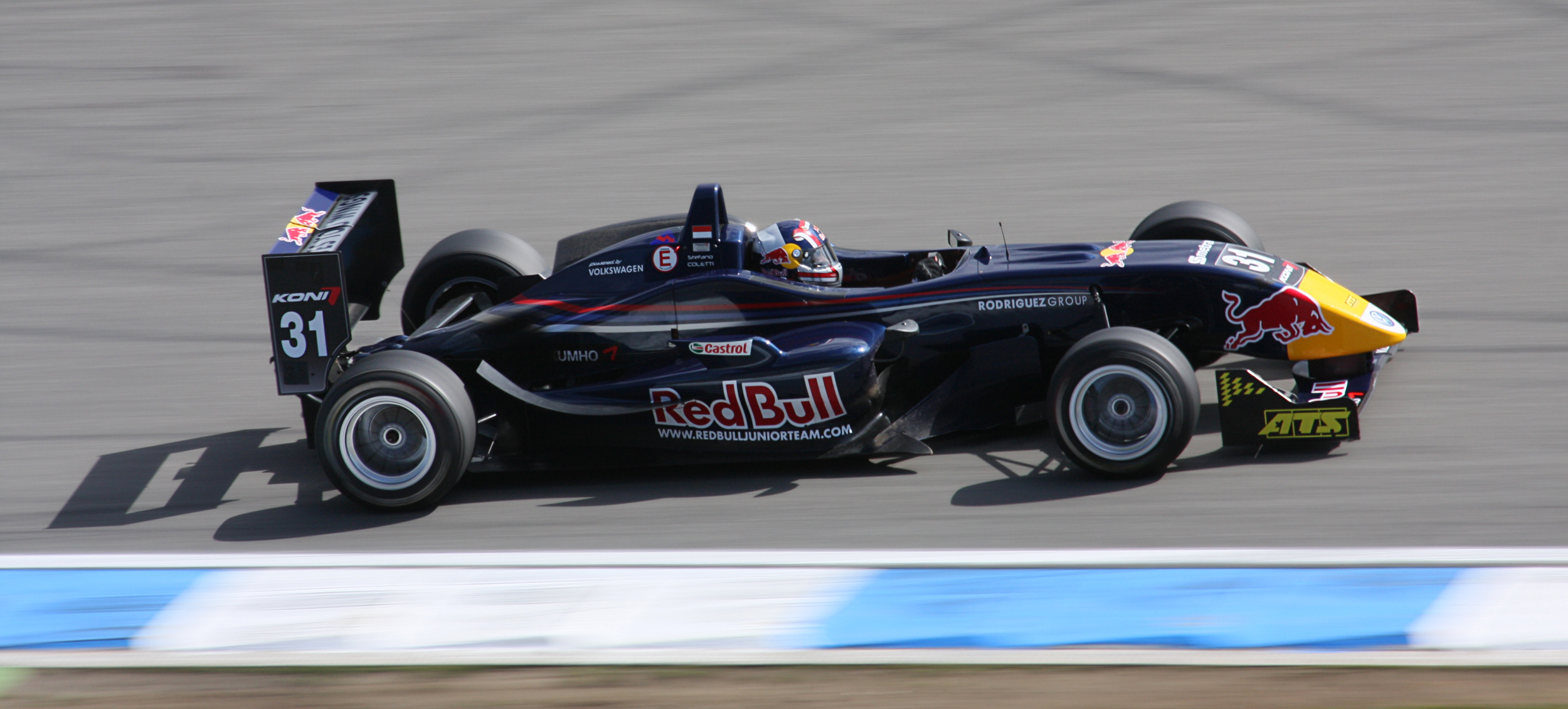
Автомобиль Евросерии сезона 2008 года.

Евросерия Формулы-3 — это один из чемпионатов класса машин с открытыми колёсами, рассчитанный на проведение на европейских трассах. Серия существовала в 2003—2012 годах, занимая место в автоспортивной иерархии FIA, созданной для взращивания молодых гонщиков. До создания чемпионата GP3, серия была наиболее статусным первенством после GP2 и Формулы-Рено 3.5. В 2012 году на основе серии возрождён чемпионат Европы, после переходного сезона серия упразднена.

## История серии

### Предыдущие проекты
История нынешней концепции евросерии восходит к 1975 году, когда был проведён пятиэтапный еврокубок на машинах данного класса. Этапы того соревнования принимали такие известные и поныне трассы как Нюрбургринг, городское кольцо Монако, Андерсторп, Монца.
Чемпионом того первенства стал австралиец Ларри Перкинс, выступавший за рулём болида Team Cowangie.
C 1976 по 1984 соревнование существовало в статусе полноценного чемпионата Европы. Победителями этого соревнования становились такие в будущем известные гонщики как Риккардо Патрезе, Алан Прост и Микеле Альборето.
В 1985—1990 годах чемпионат был сокращён до одного этапа. Соревнование вновь обрело статус кубка Европы. Перед сезоном 1991 года кубок был ликвидирован.
В 1999 году соревнование было возрождено как название этапа французской Ф3 в По. Кубок просуществовал четыре года.

### Современная история
Нынешний этап европейского первенства берёт своё начало в 2003 году, когда при сотрудничестве французской (FFSA) и немецкой (DMSB) автоспортивных федераций была создана евросерия.
Помимо прочего после создания нового европейского чемпионата было закрыто национальное первенство Франции, а немецкое вскоре прекратило существование в борьбе с конкурентами из Recaro Formel 3 Cup, хотя DMSB первоначально блокировало его работу. Кубок был создан совместными усилиями ADAC, F3V (немецкой ассоциацией Формулы-3) и ряда команд из Германии, не пожелавших переходить в евросерию. Владелец одной из команд — Бертран Шефер — вскоре стал промоутером нового чемпионата.
Спортивный регламент евросерии определялся совместно FFSA и DMSB. Организация и продвижение чемпионата были поручены компании ITR, ранее уже взявшей на себе аналогичную роль для DTM.

## Регламент проведения и трассы

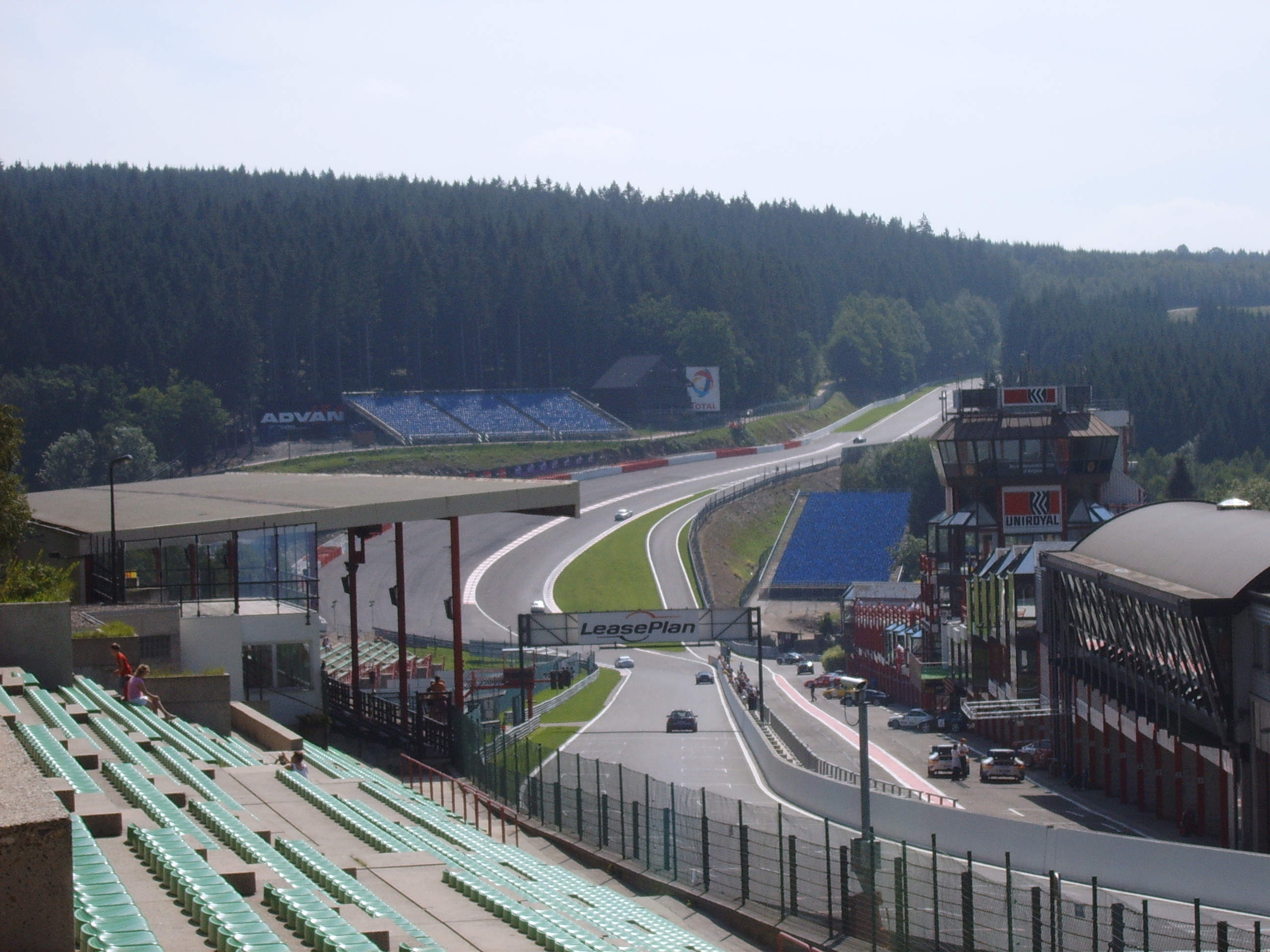
Спа-Франкоршам, Бельгия

Более половины гонок принимают немецкие трассы, а остальные соревнования распределены между другими трассами Европы.
Большинство этапов проводятся совместно с немецким кузовным чемпионатом DTM, однако в календаре-2011 присутствуют два этапа (в Сильверстоуне и на Поль Рикаре), проводящиеся совместно с LMS.
Ранее в календарь серии входили этапы на городских трассах в Монако и По.

## Технический и спортивный регламенты
FFSA и DMSB создали новый чемпионат при поддержке FIA. Изначально было заявлено, что в серии не будет строго монопольного поставщика шасси, также одной из концепций серии стал V-образный 4-цилиндровый 2-литровый двигатель, максимально основанный на реальном промышленном аналоге.
Ныне, как и в большинстве чемпионатов этого класса, доминирующим поставщиком шасси является итальянская компания Dallara.
Первоначально предполагалось ограничить заявку на сезон выставлением двух машин на этап, но позднее это ограничение было снято и команды могут заявлять как одну, так и три-пять машин сразу. Впрочем, очки в командный зачёт всё равно приносят лишь две лучшие машины команды.
В целях минимизации затрат цикл работы с одним шасси установлен на отметке в три года. В этот период разрешены лишь минимальные обновления. В евросерии нет т. н. «национального класса» — специальной зачётной группы, где могут участвовать менее обеспеченные спонсорскими деньгами команды, используя шасси предыдущего поколения.
When the Euro Series was launched, restrictions were effectively placed on the teams' choice of chassis specification by opting not to create a lower-tier championship class, and all entrants used the two most recent available specifications.
В 2006 году в серии был введён Кубок новичков сезона, для пилотов ранее не участвовавших в гонках серии. Ныне участники этой зачётной группы дополнительно ограничены числом этапов в рамках сезона — они могут участвовать не более чем в трёх соревновательных уик-эндах.
Организаторы установили жёсткие рамки тестов для команд по ходу сезона. Участники могут заниматься испытаниями не более 10 дней в году (выставляя при этом любое количество машин) и не на трассах, принимающих в том году этапы серии. Тренировка по ходу уик-энда Гран-при ограничена одним-двумя часами.
Организаторы ограничивают команды использованием не более трёх комплектов шин на одну машину/пилота. Требование касается шин для сухой трассы и никак не ограничивает использование комплектов резины для мокрой погоды, если судейский комитет счёл трассу таковой. Также запрещено прогревание шин специальными устройствами до выезда на трассу.
Несанкционированные изменения и замена двигателя штрафуются десятью позициями на стартовой решётке ближайшей гонки.

## Расписание этапа
В календарь чемпионата входит 9 этапов. В каждом гоночном уик-энде проводится квалификация и три гонки. Квалификация определяет стартовую решётку первой и третьей гонки. Стартовая решётка второй гонки определяется исходя из финишного протокола первого заезда: первая восьмёрка располагается на старте в реверсивном порядке (победитель — восьмым, финишировавший вторым — седьмым и т. д.), а остальные пилоты занимают места согласно своей финишной классификации. Первые две гонки проводятся в субботу, а третья — в воскресенье.
В пятницу проводятся две часовые тренировочные сессии, разделённые лишь пятиминутной паузой (в совместных этапах с LMS число тренировок уменьшается вдвое). Проводится одна квалификация, где по первому лучшему кругу пилоты выявляют стартовую решётку первого заезда, а по второму — третьего. Проводящиеся в субботу и воскресенье гонки имеют несколько ограничений: первый и третий заезд не может продолжаться более 40 минут (или около 110 км дистанции), а вторая гонка ограничена 20-минутным временным отрезком (или около 55 км дистанции).

## Система начисления очков
В чемпионате-2011 очки присуждаются лишь за финишные позиции по итогам гонок (без бонусов за поул-позицию, лучший круг в заезде и т. д.). По итогам первой и третьей гонки премируются десять лучших пилотов, по итогом второй — восемь.
Пилоты, имеющие статус новичка сезона, не могут принимать участие более чем в трёх гоночных уик-эндах.
- Детальная схема присуждения очков такова:

|             | 1  | 2  | 3  | 4  | 5  | 6 | 7 | 8 | 9 | 10 |
| ----------- | -- | -- | -- | -- | -- | - | - | - | - | -- |
| Гонка 1 и 3 | 25 | 18 | 15 | 12 | 10 | 8 | 6 | 4 | 2 | 1  |
| Гонка 2     | 10 | 8  | 6  | 5  | 4  | 3 | 2 | 1 | 0 | 0  |

## Шасси и двигатели
При создании серии в качестве поставщиков моторов были привлечены три компании: HWA (поставляла командам двигатели под маркой Mercedes-Benz); Spiess (моторы Opel) и TOM’s (моторы Toyota). Также в чемпионате были представлены силовые установки под марками Renault и Mugen-Honda.
Например, в первый год компания HWA-Mercedes поставляла свою продукцию для семи пилотов трёх команд.. Позднее одна из них (ASM Formule 3) стала полузаводской командой производителя. Со временем двигатели марки вытеснили из серии почти всех прежних конкурентов. Дольше других продержался Opel, покинувший серию после сезона-2007.
Дабы сохранить конкуренцию между двигателистами, ещё перед сезоном-2007 в серию была привлечена марка Volkswagen. Стартовым полигоном для обкатки техники стала итальянская команда RC Motorsport.
В качестве поставщика шасси с самого начала утвердилась компания Dallara. Модификации их шасси используются подавляющим большинством команд с самого первого сезона. Помимо них в разное время пробовали себя в серии компании Lola-Dome, SLC (собственное шасси команды Signature) и Mygale.
Впрочем, вся эта техника не разошлась по музеям и частным коллекционерам — обновленные версии тех шасси Lola, Mygale и SLC выходят на старт немецкого чемпионата ATS F3 Cup.

## Гонщики и команды
До создания чемпионата GP3 евросерия была самой популярной серией в своём сегменте европейского автоспорта. Через участие в её гонках прошли многие пилоты, в будущем достигшие Формулы-1, IRL IndyCar и других престижных мировых первенств: среди таковых можно отметить Нико Росберга, Райана Бриско, Роберта Кубицу, Роберта Дорнбоса, Льюиса Хэмилтона, Тони Виландера, Себастьяна Феттеля и некоторых других.
Карьера бывших пилотов серии, как правило, продолжалась в двух направлениях — либо они уходили в более престижные серии на машинах с открытыми колёсами (GP2, Формула-Рено 3.5, IRL IndyLights и т. п.), либо уходили в сопутствующие серии чемпионаты (в основном в DTM и LMS).

## Чемпионы Евросерии
| Сезон | Пилот              | Команда         |
| ----- | ------------------ | --------------- |
| 2003  | Райан Бриско       | ASM Formule 3   |
| 2004  | Джейми Грин        | ASM Formule 3   |
| 2005  | Льюис Хэмилтон     | ASM Formule 3   |
| 2006  | Пол ди Реста       | ASM Formule 3   |
| 2007  | Ромен Грожан       | ASM Formule 3   |
| 2008  | Нико Хюлькенберг   | ART Grand Prix  |
| 2009  | Жюль Бьянки        | ART Grand Prix  |
| 2010  | Эдоардо Мортара    | Signature       |
| 2011  | Роберто Мери       | Prema Powerteam |
| 2012  | Даниэль Хункаделья | Prema Powerteam |